# Lysandra syriaca
Lysandra syriaca är en fjärilsart som beskrevs av Tutt 1910. Lysandra syriaca ingår i släktet Lysandra och familjen juvelvingar. Inga underarter finns listade i Catalogue of Life.